# ملعب أمريكا أولا
ملعب أمريكا أولاً (بالإنجليزية: America First Field)‏ ، سابقًا ملعب ريو تينتو، نسبةً لشركة ريو تينتو ، هو ملعب كرة قدم يقع في مقاطعة سالت ليك الأمريكية. يسع الملعب لجلوس 20,008 متفرج . يعتبر الملعب الرسمي الذي يخوض فيه نادي كولومبوس كرو مبارياته . تم افتتاح الملعب في 9 أكتوبر 2008 .